# 郭英聲
郭英聲（1950年10月25日—），臺灣攝影師，生於臺北市。於1975年成为二戰後第一位赴法國巴黎從事影像創作及工作的華人藝術家。2007年，與服裝設計師陳季敏開始跨界合作，擔任JAMEI CHEN品牌藝術總監。

## 早年
郭英聲出生后，曾隨父親前往日本定居。在他的早年，父亲因工作原因会往来台湾、日本和韩国三地，母亲也到意大利罗马学习歌劇，童年的孤单影响了他的艺术风格。日本在二战战败后的經濟蕭條也影响了他作品的风格。

## 家庭
郭英聲一共有三段婚姻。

## 外部連結
- 潮人物｜ 六種濾鏡，看見郭英聲 （页面存档备份，存于）